# Општина Милкоју (Валча)
Милкоју (рум. Milcoiu) општина је у Румунији у округу Валча.
Oпштина се налази на надморској висини од 373 m.